# グレゴリー・クラーク (経済史家)
グレゴリー・クラーク（Gregory Clark、1957年9月19日 - ）は、スコットランド出身の経済学者、南デンマーク大学のデンマーク・ナショナル・リサーチ・カウンシル冠教授で、カリフォルニア大学デービス校経済学名誉教授。専門は計量経済史。外交官のグレゴリー・クラークとは別人。

## 経歴
- 1979年 ケンブリッジ大学を卒業、経済学と哲学の学士号を取得。
- 1985年 ハーバード大学で 経済学のPh.D.を取得。

その後は、イギリスとインドの経済史と長期経済成長モデルを研究している。

## 出版物
- A Farewell to Alms:A Brief Economic History of the World.Princeton University Press, 2007. (日本語訳 久保恵美子[訳]『10万年の世界経済史(上・下)』 日経BP社 2009
  - 産業革命以前の経済は、イノベーションによる経済成長によってマルサスの罠が回避されるようなことはなく、マルサス的均衡がそのままずばり当てはまるような経済状況を長く繰り返してきたことを、計量経済史の研究成果をもとに示した。
- The Son Also Rises. Princeton University Press, 2014.(日本語訳 久保恵美子[訳]『格差の世界経済史』 日経BP社 2015